# Przęślica

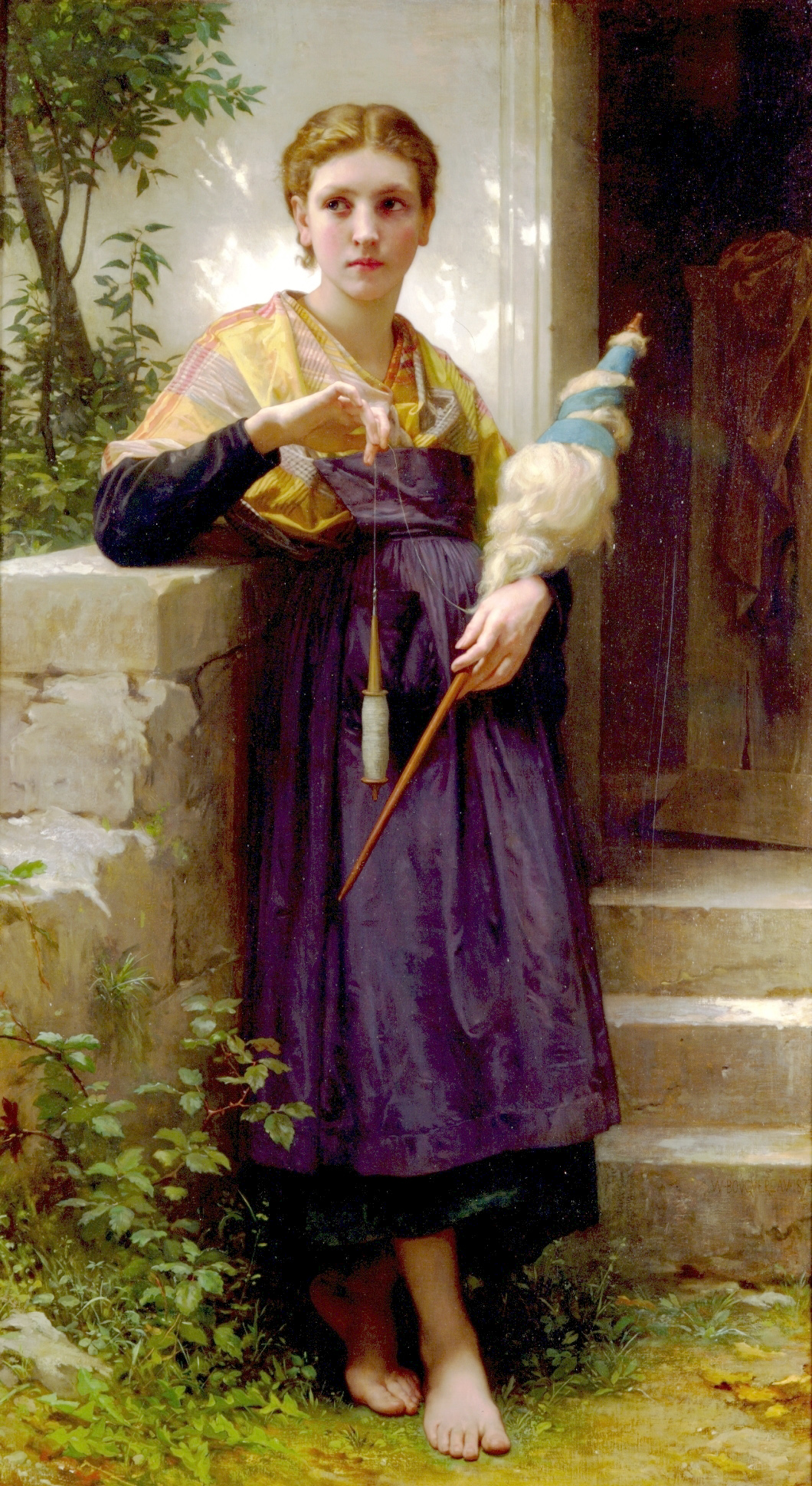
Prząśniczka – William-Adolphe Bourguereau (1873)

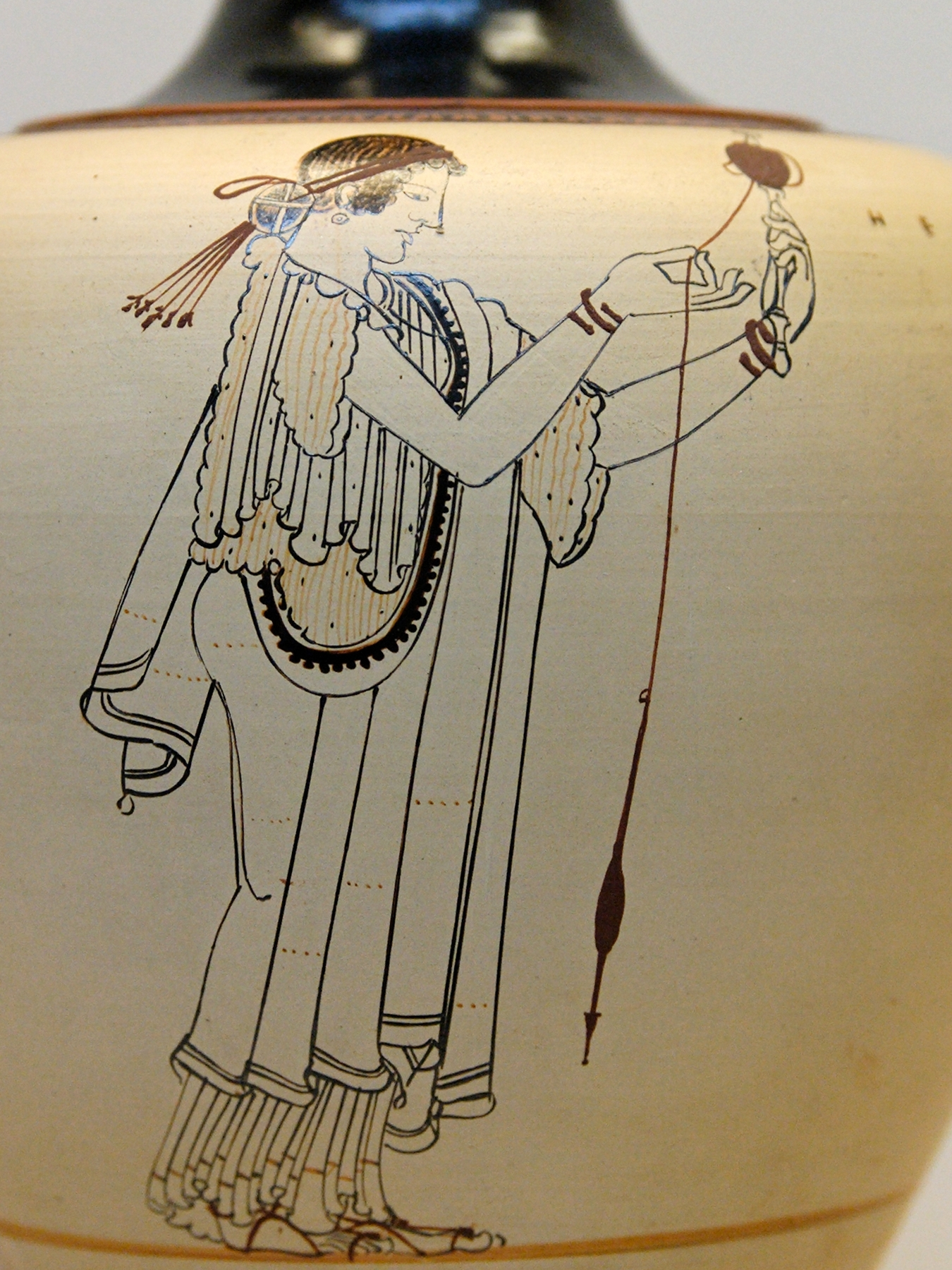
Grecka prząśniczka 490 p.n.e.

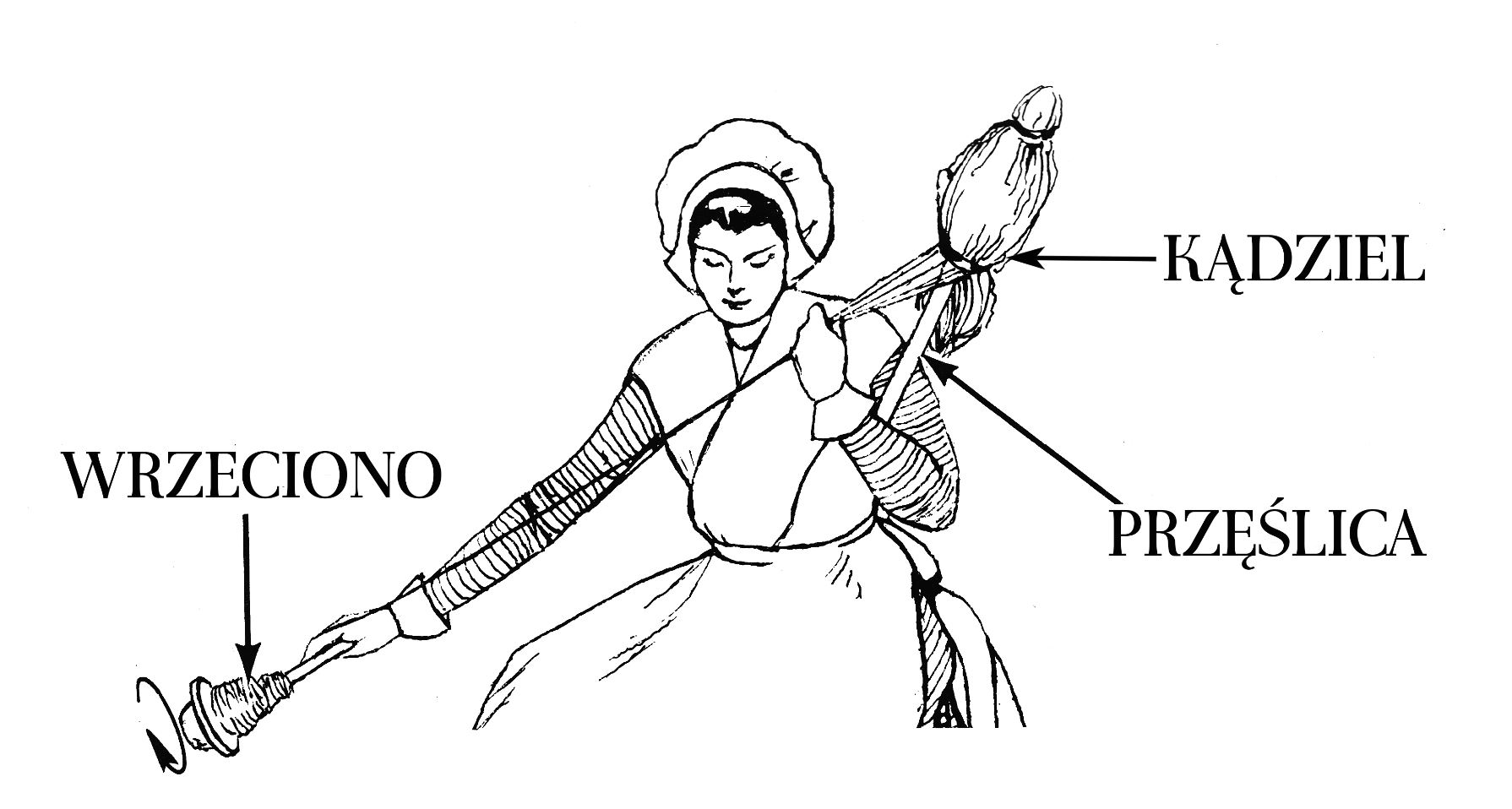
Przęślica

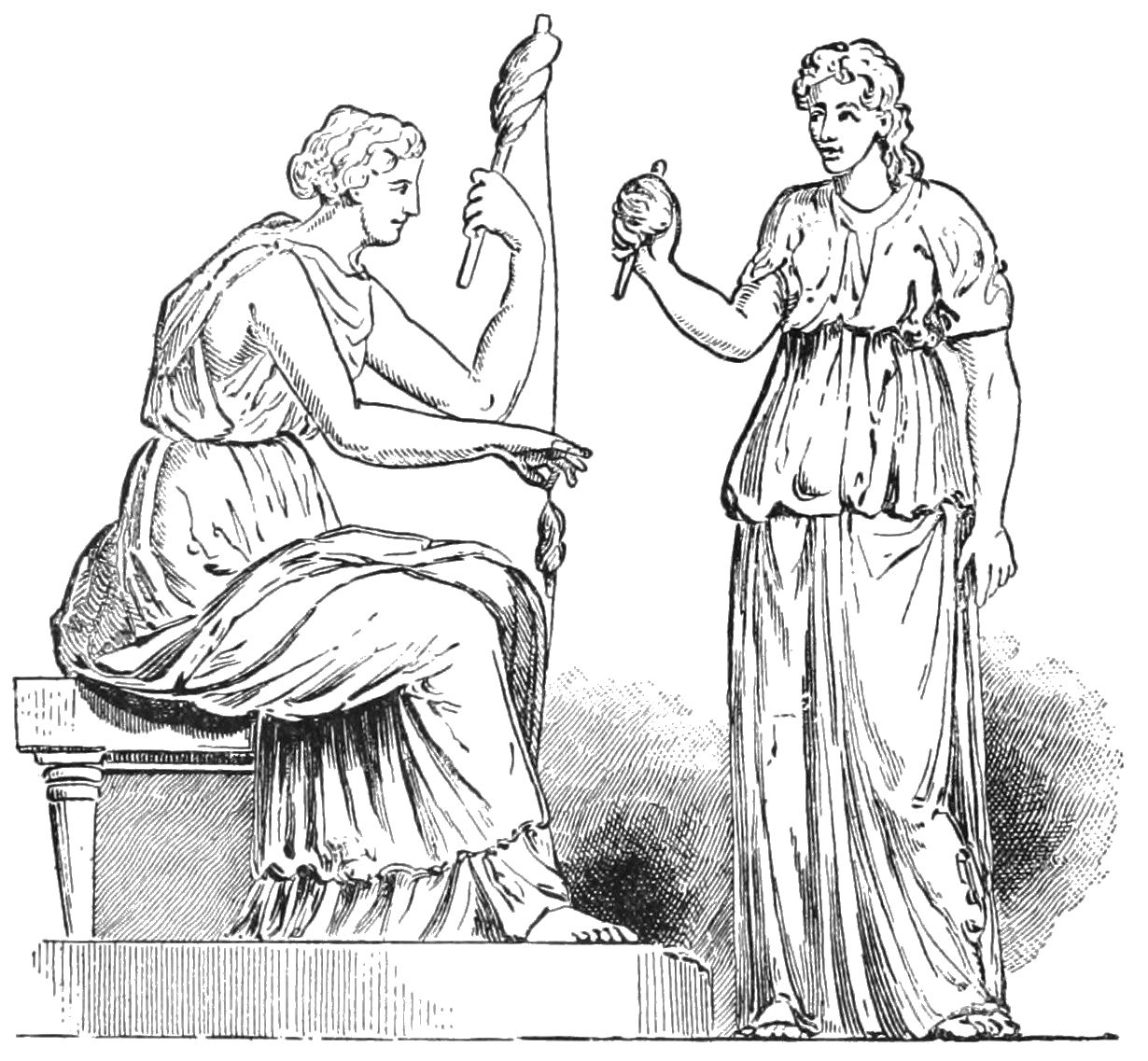
Starożytne prządki z przęślicami i wrzecionem.

Przęślica – jedno z narzędzi używanych do przędzenia, służące do umocowania kądzieli. W najprostszej formie jest drążkiem, na którym kądziel przytrzymuje się tasiemką, noszonym przez praworęczną prządkę – prząśniczkę w lewej ręce, podczas gdy prawa ręka przędzie nić za pomocą wprawianego w ruch wirowy krótszego drążka zwanego wrzecionem, często obciążonego przęślikiem. Ta forma przęślicy, jak wynika z licznych przedstawień na ceramice i w malarstwie, była popularna i w starożytnej Grecji, i w dziewiętnastowiecznej Europie zachodniej.

## Rodzaje przęślic

### Ze względu na kształt drążka przęślicy
Dla zapobieżenia ześlizgiwaniu się kądzieli po drążku przęślicy stosowano również przęślice krężołkowe, widełkowe, okółkowe i łopatkowe. W przęślicy krężołkowej na kij przęślicy nasadzony jest na wpust ruchomy krężel, krężołek – iglica w formie wysokiego stożka, na nim nawija się kądziel. Przęślice widełkowe to po prostu gałązka, na której zostawiono dwa boczne odgałęzienia w celu utworzenia widełek, na które nawijano kądziel. Najprostsza przęślica okółkowa to więcej niż dwa odgałęzienia na drążku, związane górą czy sznurkiem, czy przymocowane do drewnianych krążków nasadzonych na drążek przęślicy. W języku angielskim przęślica okółkowa jest znana jako „cage distaff” lub „bird cage distaff” – „przęślica klatkowa”. Forma przęślicy okółkowej doskonale się sprawdza wykonana z wikliny. Przęślica łopatkowa była zrobiona z płaskiej deseczki, osadzonej na kiju – drążku, zwykle bogato zdobiona. Po angielsku znana jako „flat distaff” – przęślica płaska.

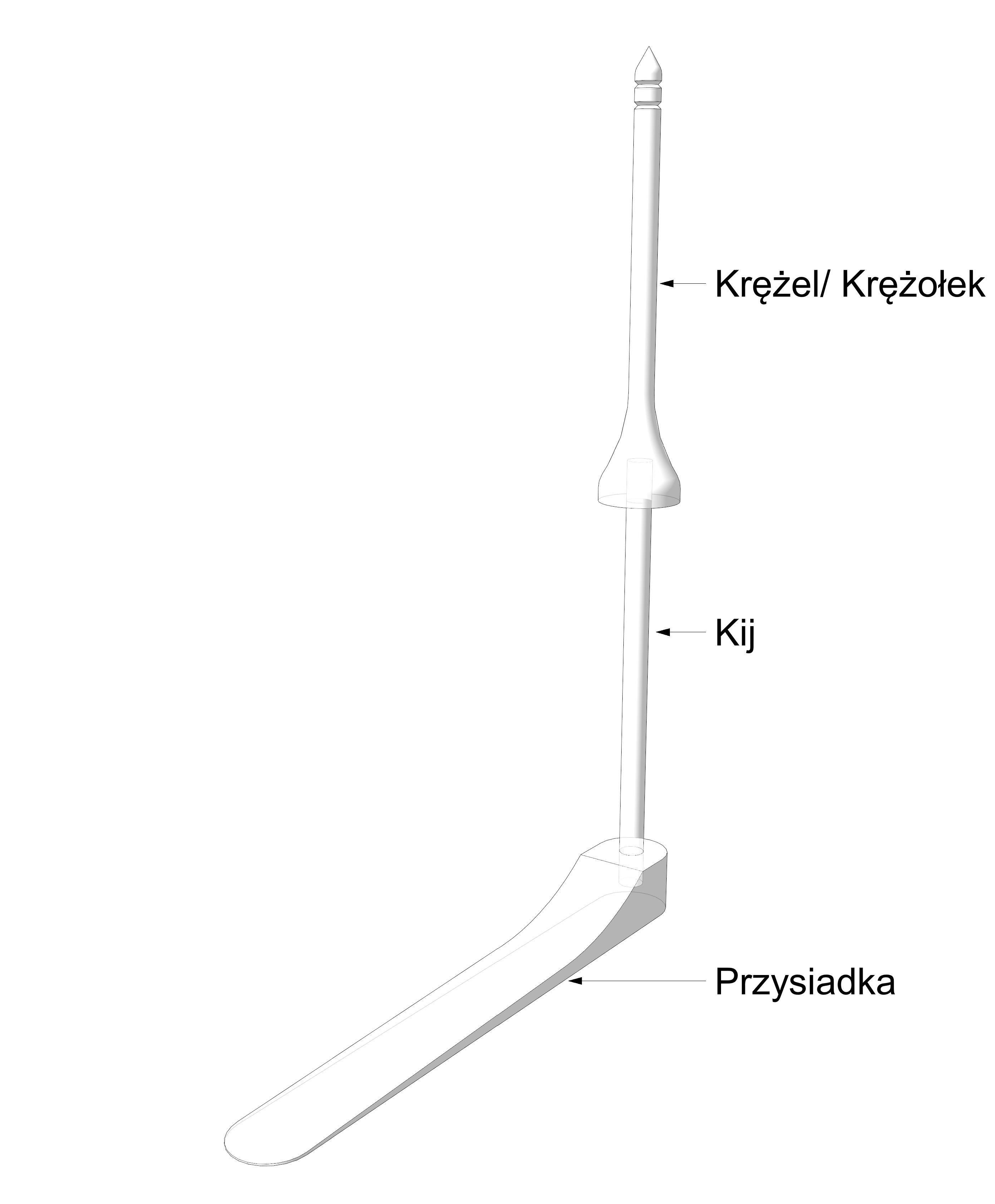
Przęślica krężołkowa
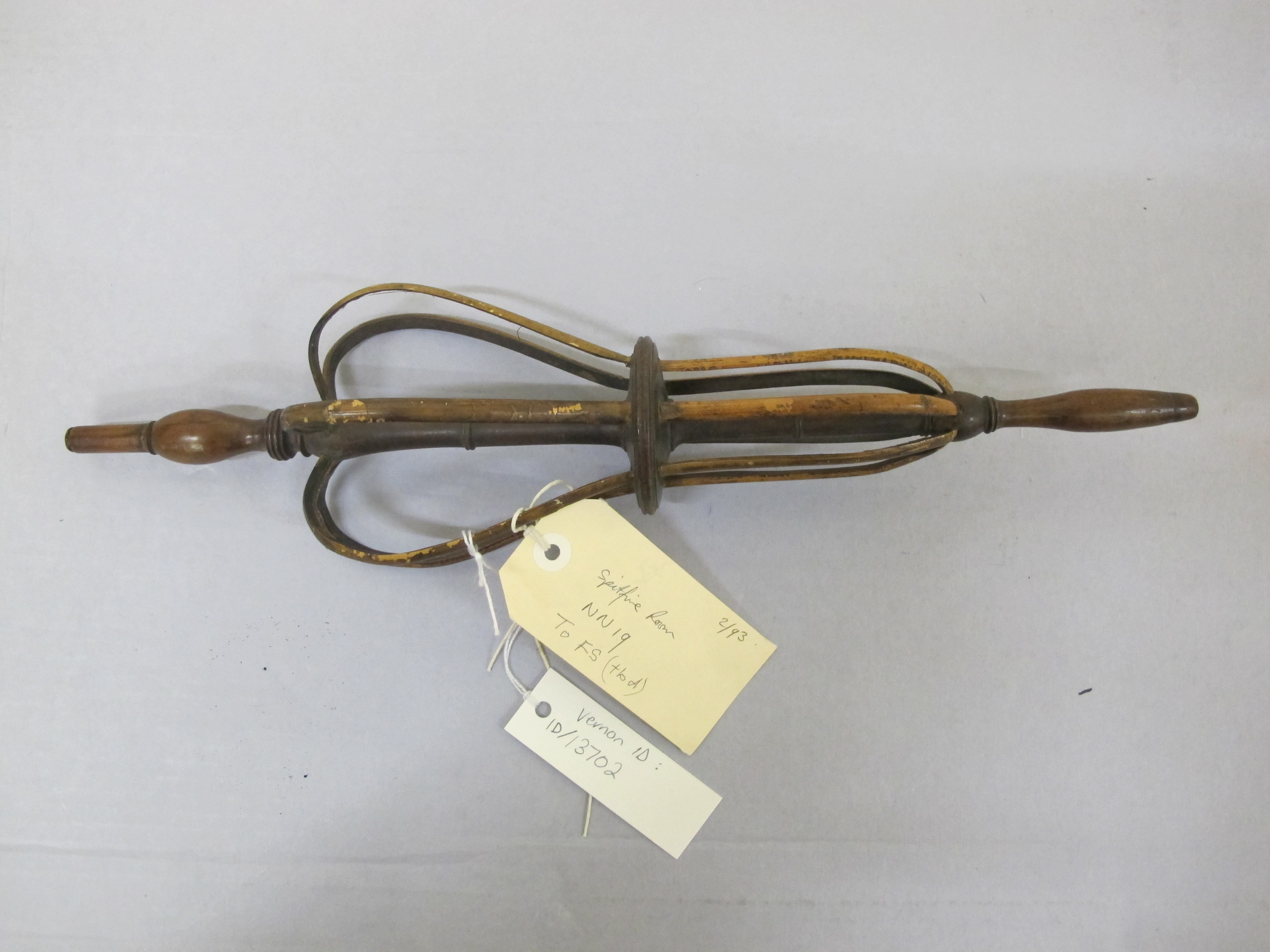
Przęślica okółkowa
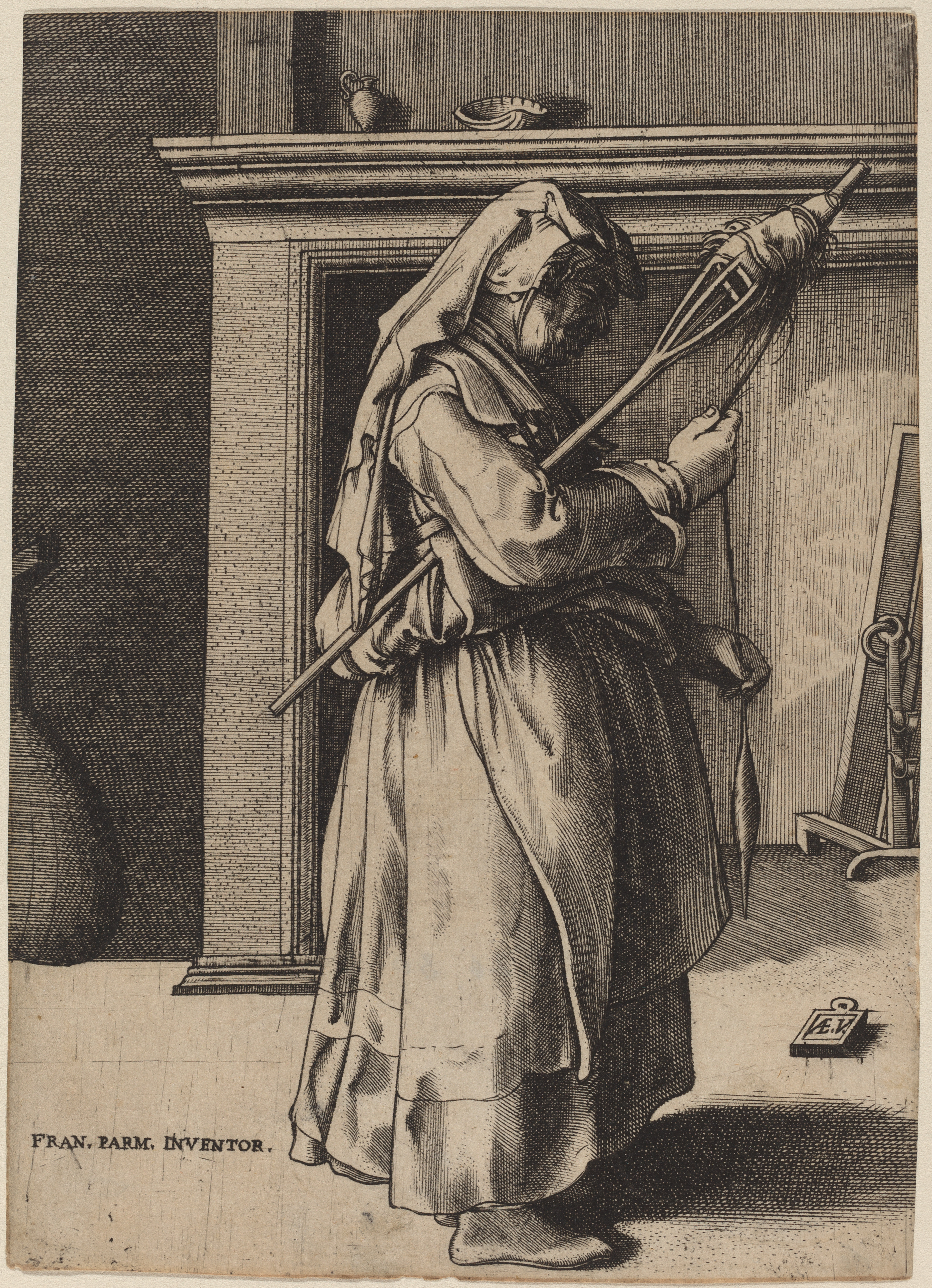
Przęślica okółkowa
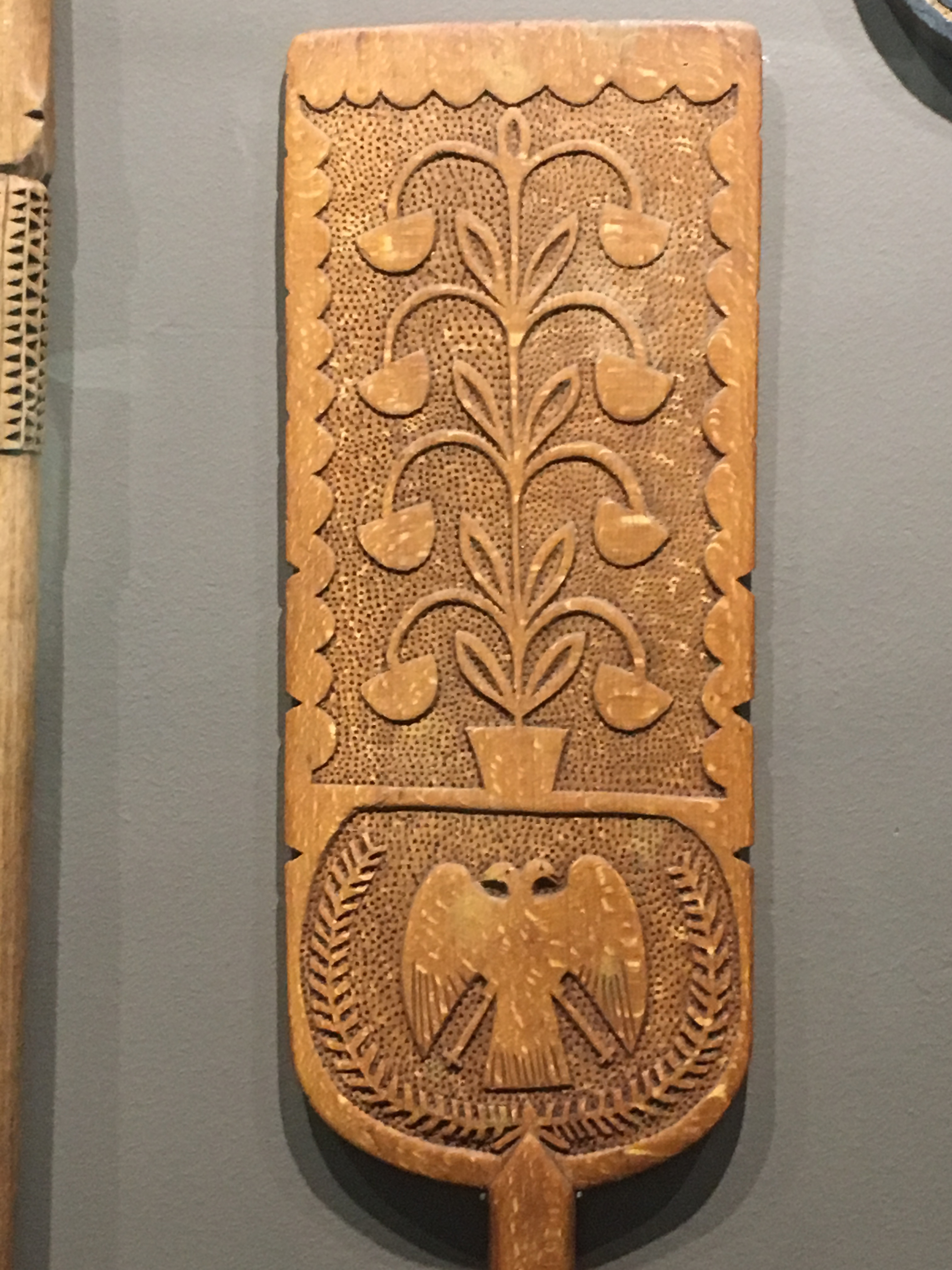
Przęślica łopatkowa
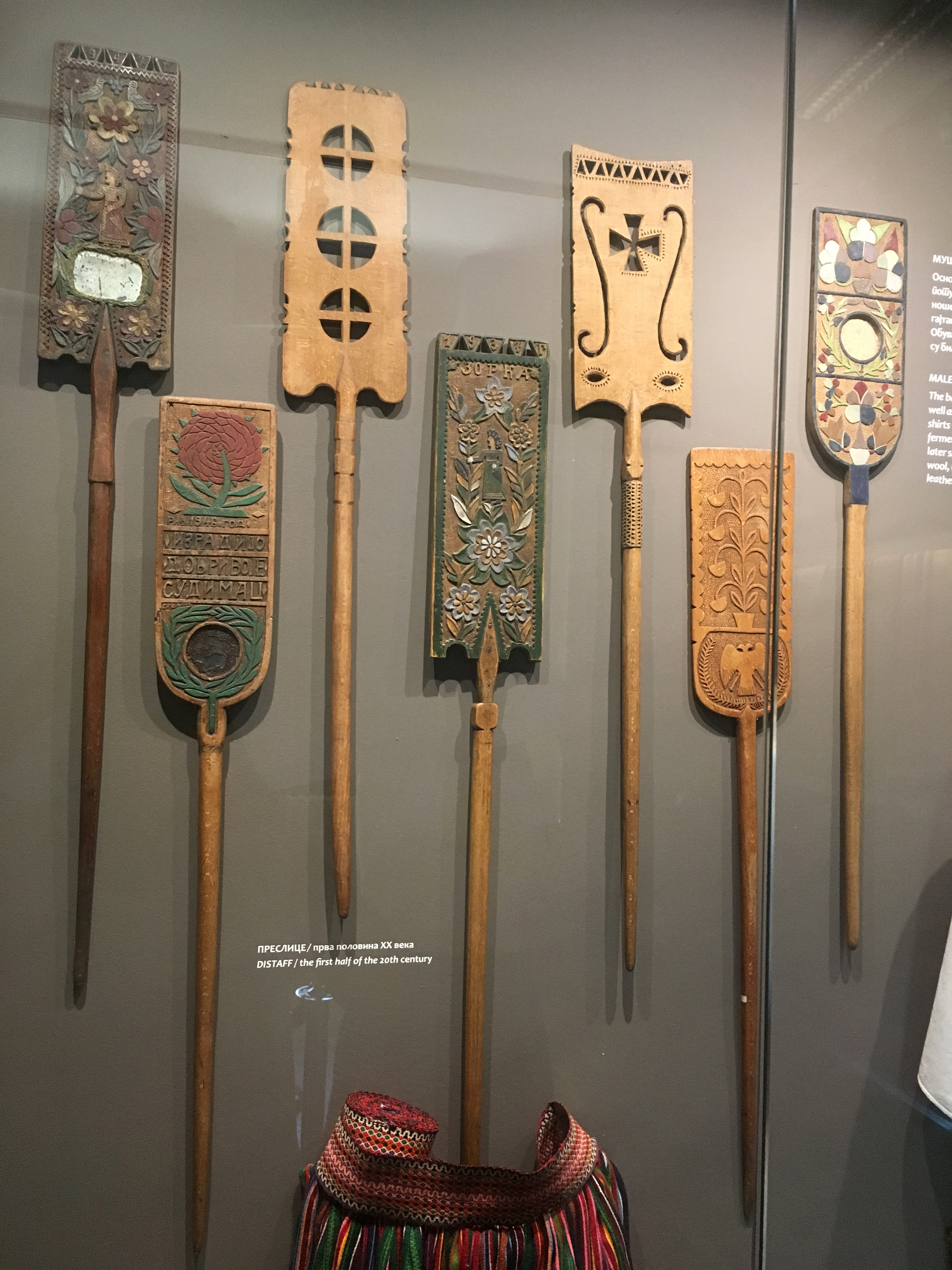
Przęślice łopatkowe

### Ze względu na sposób trzymania i mocowania
Zwykle przęślica była przytrzymywana w lewej ręce w przegubie łokcia, lub wkładana za pas noszony w talii.
Czasami u spodu drążka – przęślicy wydrążony był otwór „pierścień” na włożenie małego palca lewej ręki, dla uwolnienia pozostałych palców do pobierania włókien z kądzieli – przęślice pierścieniowe są znane w języku angielskim jako „ring distaff”. Ten system sprawdzał się tylko w przęślicach niewielkich, na małą ilość kądzieli.
Dla ułatwienia przędzenia wykonywano również przęślice przymocowane prostopadle do oheblowanej w formie podłużnej stopy deseczki, zwanej przysiadką, na której siadała prządka, utrzymując w ten sposób drążek – kij przęślicy w pionie. Do kija przymocowywano drążek – krężel (krężołek), który mógł mieć formę rzeźbionego drążka, bądź łopatki. Nie musząc wówczas trzymać przęślicy, mogła ona używać lewej ręki wyłącznie do dozowania poboru włókien z kądzieli. Przęślice z przysiadką stawiano na ławce, stołku, czy innym siedzeniu, gdzie pracowała prząśniczka. Istniały również przęślice wolnostojące, z podstawką na nóżkach – tak zwane przęślice stołeczkowe. Przęślice łopatkowe zwykle robiono z przysiadką, a przęślice stołeczkowe miały formę rzeźbionego pionowego drążka umocowanego na niskim stołeczku, u góry mając czasem rzeźbienia w formie okółkowej.
Przęślica może być również jedną z części kołowrotka, umieszczaną przy szpulce, choć zdarzają się kołowrotki nie posiadające wspornika do którego przymocowana jest przęślica, a używane z przęślicą przysiadkową.
Wraz ze współczesną modą na ręczne przędzenie pojawiły się przęślice nadgarstkowe – „wrist distaff”, złożone ze sznurowej bransoletki z frędzlem zakończonym koralikami. Na frędzel nawija się kądziel.

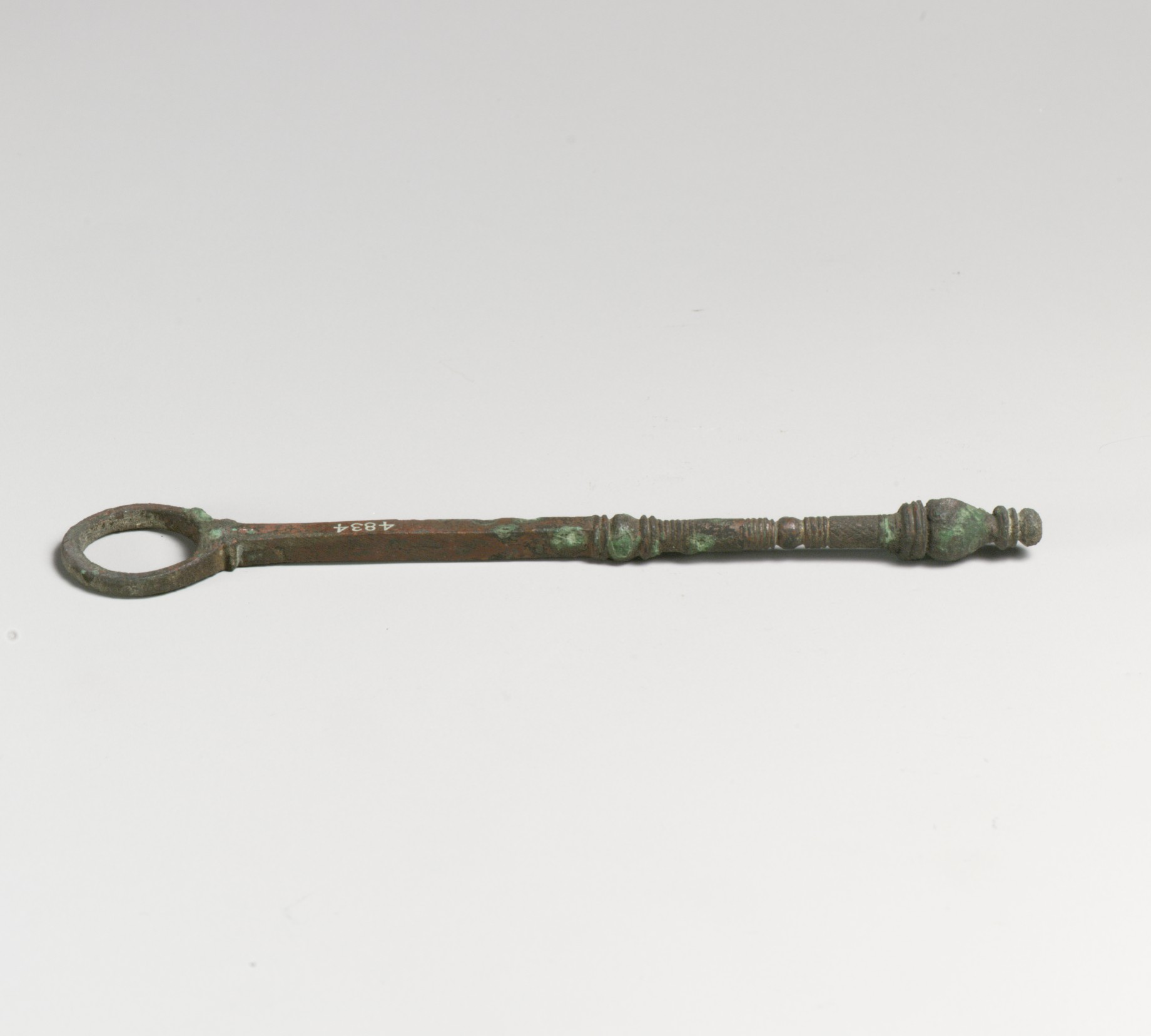
Brązowa przęślica pierścieniowa
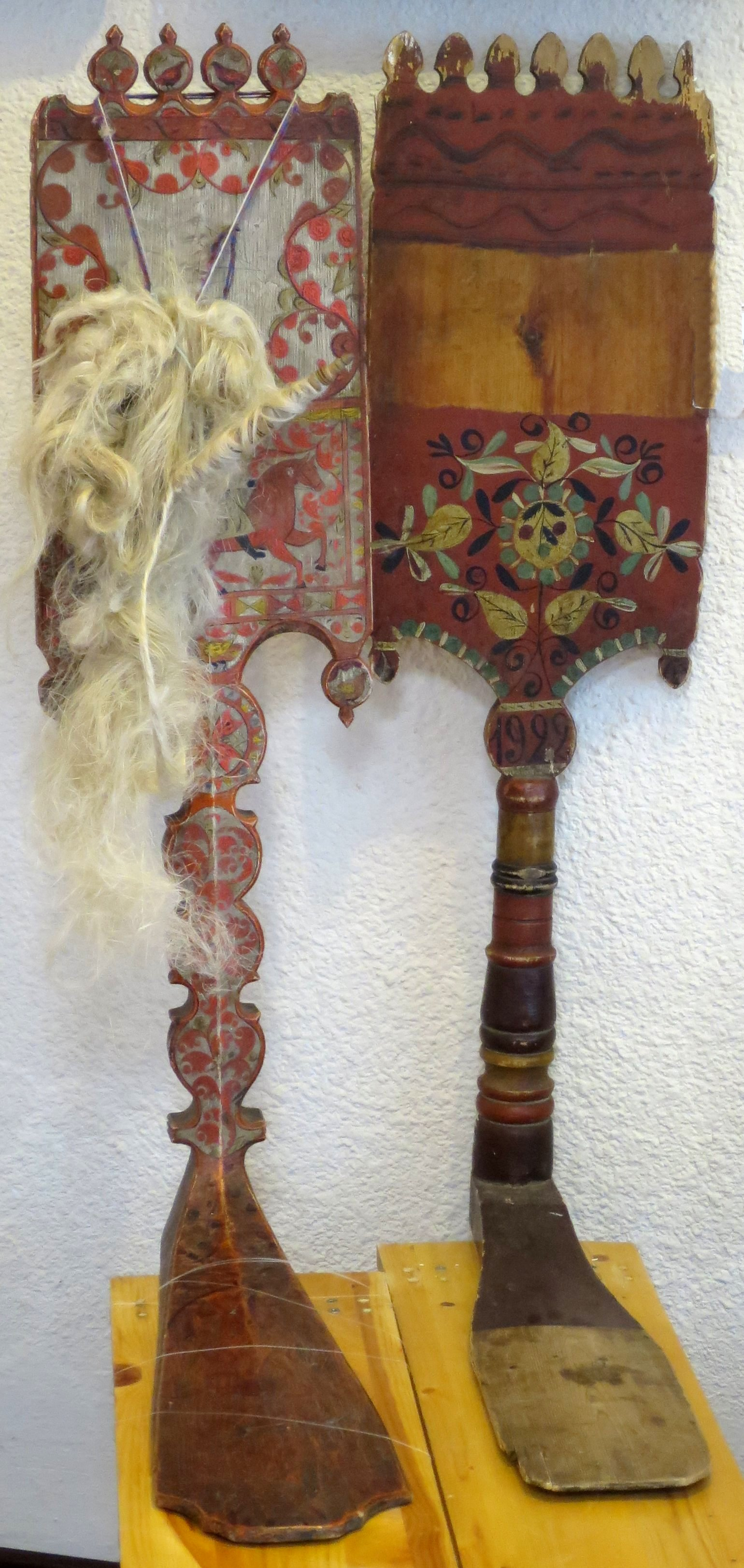
Rosyjskie przęślice przysiadkowe
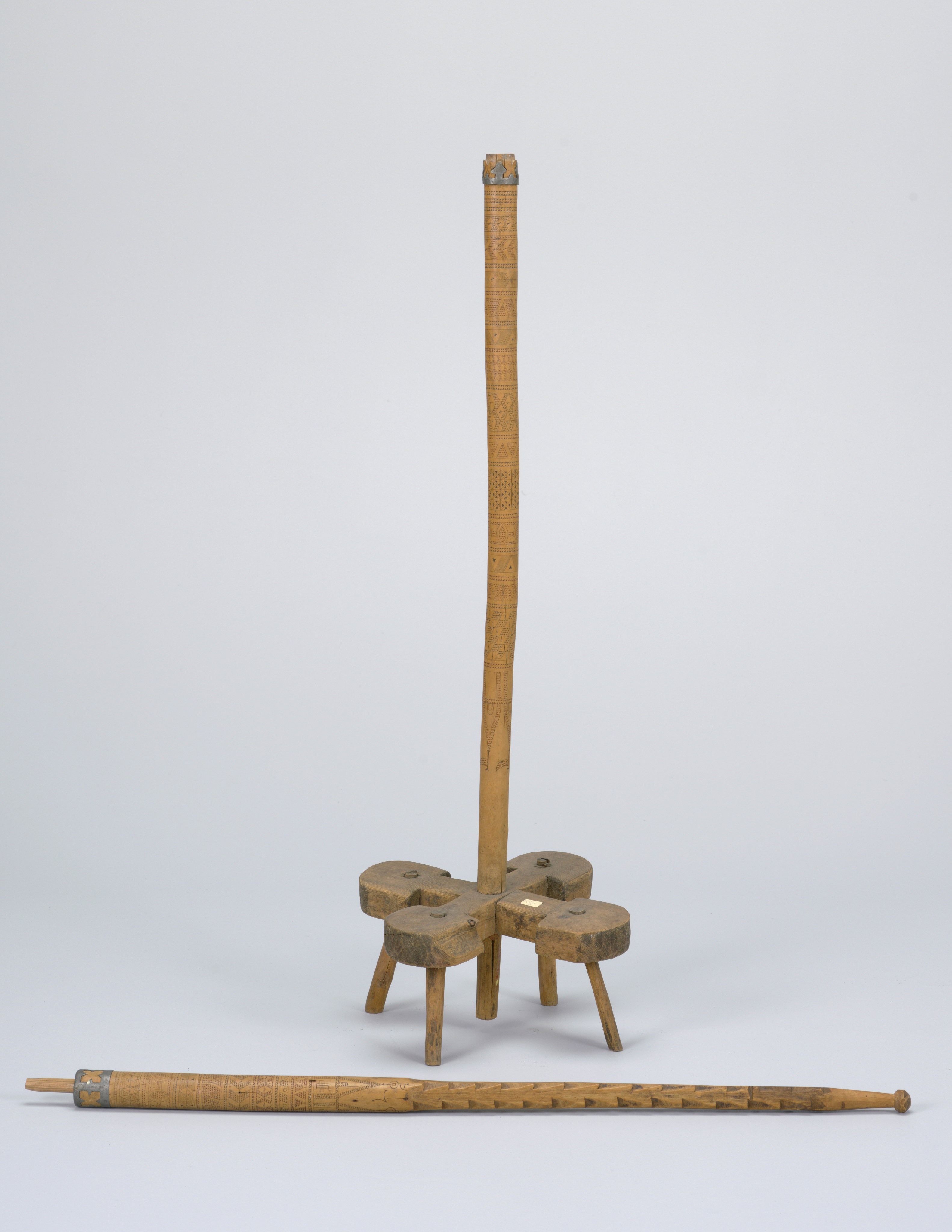
Szwajcarska przęślica stołeczkowa z osiemnastego wieku
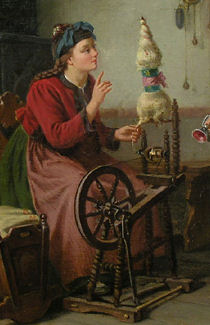
Przęślica jako część kołowrotka

## Zakładanie kądzieli na przęślicę.
U góry drążka, czy łopatki – krężla przęślicy były zwykle rowki lub nacięcia dla zamocowania wstążeczki przytrzymującej kądziel. Nawijanie kądzieli na przęślicę, przed przystąpieniem do przędzenia, wymagało pewnych umiejętności bo włókna musiały być nawinięte prostopadle do drążka i rozciągane w trakcie nawijania.

## Odniesienia kulturowe
Ponieważ przędzenie, jak i tkanie na krosnach, było od niepamiętnych czasów uważane za zajęcie kobiece, to terminów z nim związanych używa się prznośnie dla określenia pokrewieństwa ze strony matki – po polsku mówi się o pochodzeniu „po kądzieli”, podczas gdy w języku angielskim rodzina matki to dosłownie krewni „po przęślicy” – „distaff side of the family”. Podobnie pochodzenie „po mieczu”, ze strony ojca, tłumaczy się w angielskim jako pochodzenie „po włóczni” – „spear side of the family”.
W kulturze brytyjskiej i francuskiej dzień po Święcie Trzech Króli, siódmego stycznia obchodzono „Dzień Przęślicy” – „St. Distaff Day”, w związku z powrotem do pracy po obchodzeniu dwunastu dni Bożego Narodzenia. Kobiety zbierały się tego dnia, by wspólnie prząść.
Przedstawienia przęślicy występują w obrazach mających za temat Mojry z greckiej mitologii. Na flamandzkim arrasie przedstawiającym Mojry, Kloto trzyma przęślicę.
Różdżki magiczne znalezione w Skandynawii na stanowiskach archeologicznych z epoki wikingów miewają formę metalowych przęślic okółkowych. W skandynawskim folklorze gwiazdozbiór Oriona jest nazywany przęślicą Friggii, lub przęślicą Freji – Friggerock, Frejerock, Fröjas Rock.

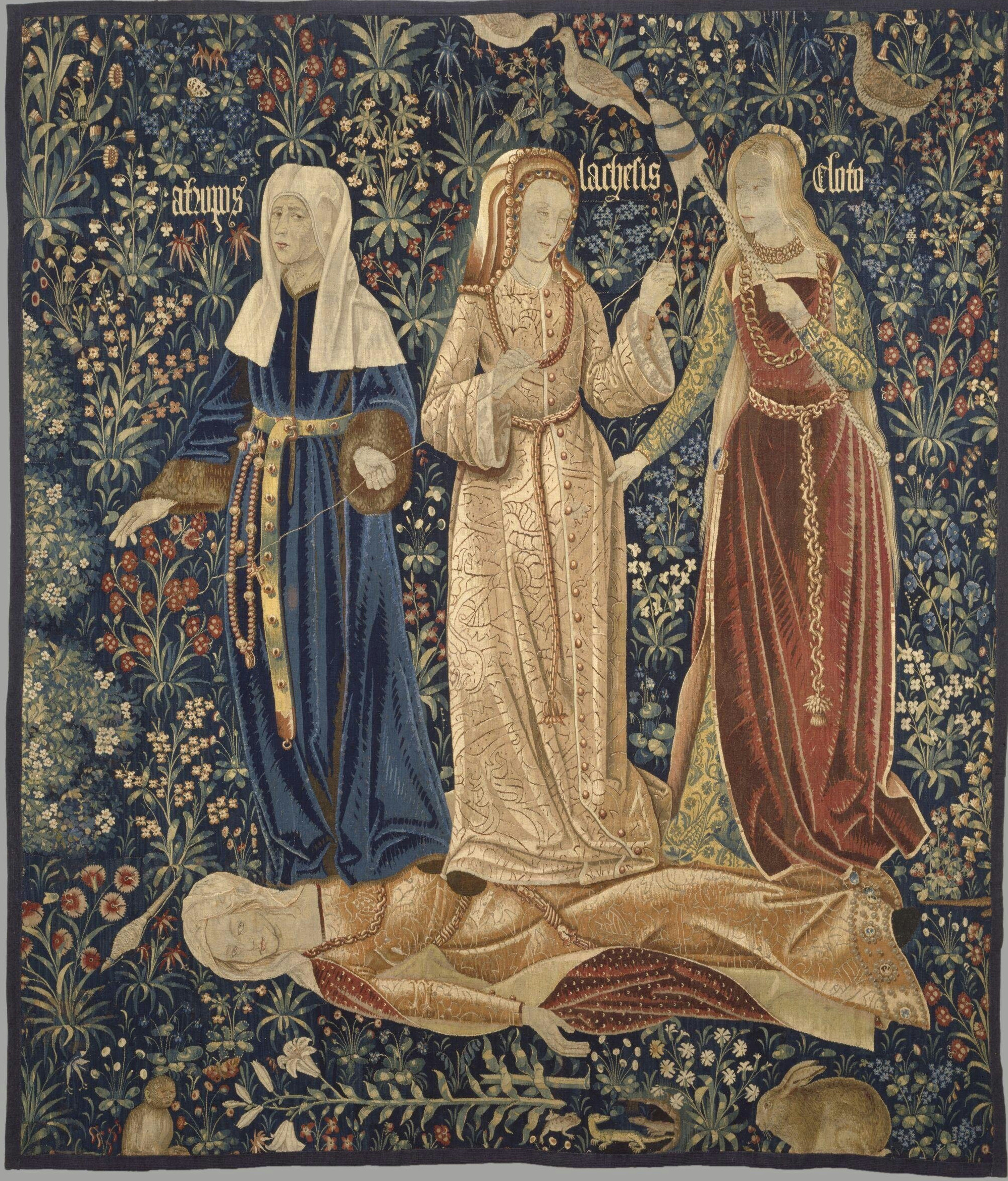
Triumf Śmierci – Trzy Mojry – flamandzka tapiseria z Brukseli 1510-1520 Victoria and Albert Museum, Londyn